# Lingmen
Lingmen (kinesiska: 岭门) är en köping i sydöstra Kina. Den ligger i stadsdistriktet Dianbai i staden Maoming i provinsen Guangdong, omkring 260 kilometer sydväst om provinshuvudstaden Guangzhou. Antalet invånare är 69 999. Befolkningen består av 33 537 kvinnor och 36 462 män. Barn under 15 år utgör 31 %, vuxna 15-64 år 61 %, och äldre över 65 år 7,0 %.